# Все тільки починається
«Усе тільки починається» (англ. Just Getting Started) — американська кінокомедія про колишніх агента ФБР і адвоката, які відійшли від справ, проте їм доведеться дати відсіч мафії.

## Сюжет
Успішний адвокат Дюк Дайвер після свідчень проти мафії за програмою захисту свідків потрапляє в Каліфорнію. В Каліфорнії він влаштовується в пансіонат «Вілла Капрі». Життя Дюка повністю змінюється: він з приятелями грає в гольф, карти та насолоджується спілкуванням з жінками. Однак минуле несподівано втручається у його безтурботне існування.

## У ролях
| Актор          | Роль       |
| -------------- | ---------- |
| Морган Фрімен  | Дюк Дайвер |
| Томмі Лі Джонс | Лео        |
| Рене Руссо     | Сьюзі      |
| Ґленн Гідлі    | Маргарита  |
| Шеріл Лі Ральф | Роберта    |
| Елізабет Ешлі  | Лілі       |
| Джо Пантоліано | Джой       |
| Грем Бекел     | Берт       |
| Джейн Сеймур   | Делайла    |

## Створення фільму

### Виробництво
Зйомки фільму почались 15 серпня 2015 року у Нью-Мексико.

### Знімальна група
- Кінорежисер — Рон Шелтон
- Сценарист — Рон Шелтон
- Кінопродюсери — Білл Гербер, Стів Річардс
- Кінооператор — Баррі Петерсон
- Кіномонтаж — Пол Сейдор
- Композитори — Алекс Вурман
- Художник-постановник — Гай Барнс
- Артдиректор — Дерек Єнсен
- Художник по костюмах — Керол Одіц
- Підбір акторів — Джо Една Болдін, Ед Джонстон[3].

## Сприйняття
Фільм отримав негативні відгуки. На сайті Rotten Tomatoes оцінка стрічки становить 5 % на основі 20 відгуків від критиків (середня оцінка 2,4/10) і 11 % від глядачів із середньою оцінкою 1,6/5 (752 голоси). Фільму зарахований «гнилий помідор» від кінокритиків та «розсипаний попкорн» від глядачів, Internet Movie Database — 4,1/10 (2 461 голос), Metacritic — 21/100 (10 відгуків критиків) і 3,1/10 (17 відгуки від глядачів).